# Eucereon davidi
Eucereon davidi là một loài bướm đêm thuộc phân họ Arctiinae, họ Erebidae.